# Shireen Strooker
Shireen Strooker (Den Haag, 22 juli 1935 – Middenbeemster, 19 april 2018) was een Nederlands actrice en regisseuse. 

## Biografie

### Loopbaan

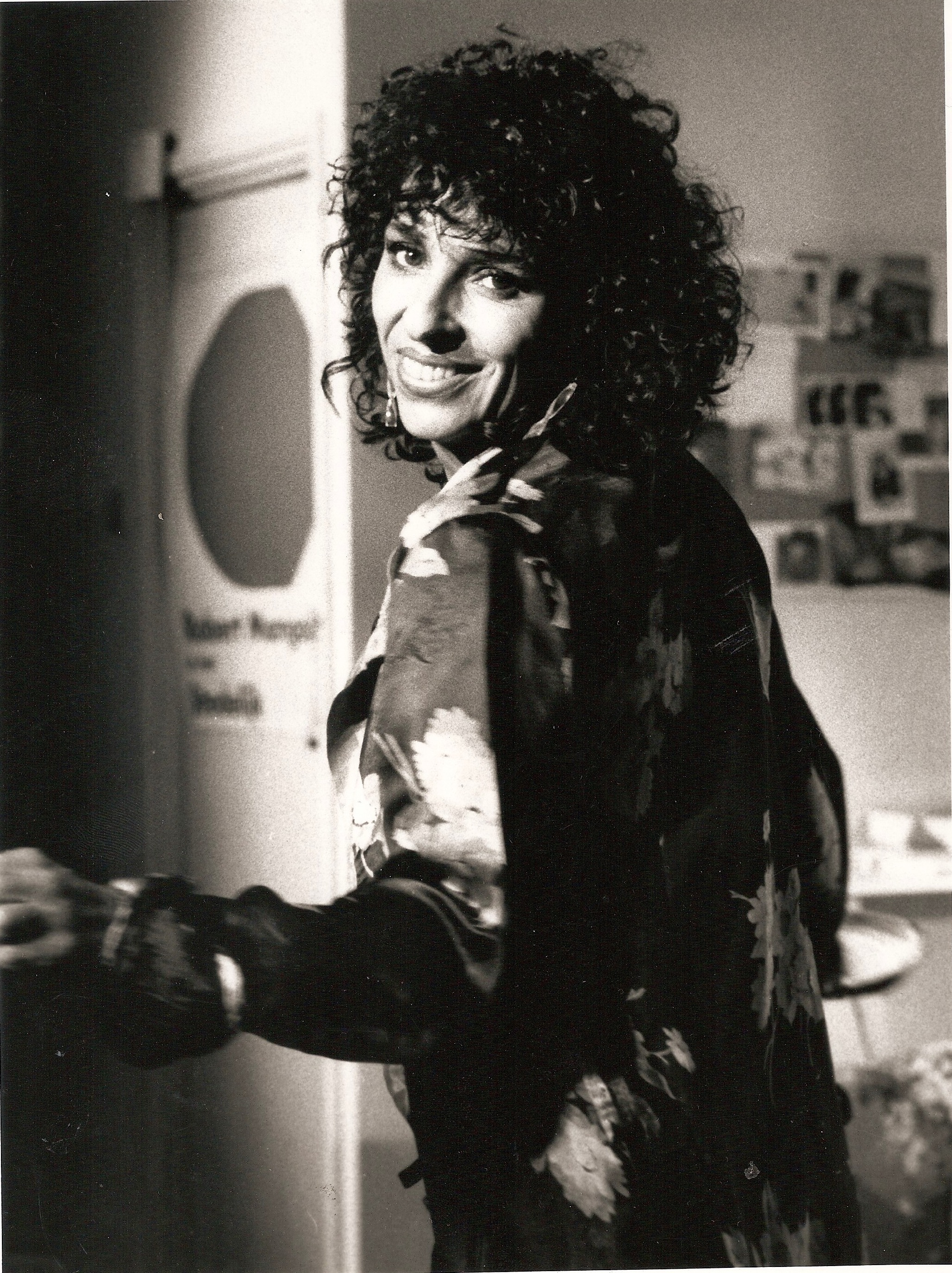
Strooker (1982)
Foto Johan Vigeveno

Strooker deed in 1957 eindexamen aan de Amsterdamse Toneelschool en werkte vervolgens jarenlang voor de grote Nederlandse toneelgezelschappen. Na een initiatief van Jan Joris Lamers richtte zij in 1970 samen met onder meer Helmert Woudenberg het theatercollectief "Het Werkteater" op. Ze was er actief van 1970 tot 1985. Vervolgens werd door haar Stichting Strooker opgericht, haar eigen toneelgezelschap voor kleine theaterproducties, waarmee ze tot 1995 actief bleef. Bij Van den Ende Producties en Het Nationale Toneel regisseerde ze.
Ze was als Tante Truus te zien in de televisieserie Tita Tovenaar en had rollen in onder andere de films Rooie Sien (1975) en Charlotte (1981). Samen met Frans Weisz regisseerde ze in 1982 de film Een zwoele zomeravond.
Shireen Strooker verliet in 1970 het gevestigde toneel om samen met een aantal geestverwanten het Werkteater (zonder "h") op te richten, waar zij tot 1986 bij betrokken was. Het gezelschap maakte een enorme hoeveelheid stukken, waarbij Strooker, behalve als speler, regelmatig als 'stimulator' optrad. Samen maakten zij producties als “Toestanden”, “Een zwoele zomeravond” en de speelfilms "Camping" en “Opname”. Bij het Werkteater groeide ze niet alleen als actrice, maar ook als theatermaakster en ontwikkelde ze een zeer persoonlijke kijk op wat het theater is en op welke uiteenlopende wijzen het kan functioneren. 
De complete artistieke nalatenschap van Het Werkteater is te vinden op de website van Werkteater.
In 1987 richtte Strooker de Stichting Strooker op en werkte zij in dienst van diverse gezelschappen en producenten. Zij maakte theater dat op diverse locaties publiek vond: het dagverblijf van een inrichting of een gevangenis, een tent, in Carré, in het schauspielhaus van Hamburg, of in een zaaltje van een wijkgebouw. Zij maakte een aantal bijzondere voorstellingen en televisie producties, die allemaal kenmerkend zijn voor haar speciale stijl. Humor en ontroering wisselen elkaar op soms zeer onverwachte wijze af, spelplezier stond altijd voorop. 
Zij paste haar werkwijze toe op bestaande stukken, maar maakte ook bewerkingen van romans of verhalen. Ook maakte zij geheel nieuwe stukken vanuit de beproefde Werkteater methode, waarbij spelers zelf materiaal aandragen rond een bepaald thema.
Strooker heeft regelmatig projekten begeleid van studenten van de Amsterdamse Toneelschool en Kleinkunstacademie.
In 2011 werd bij Strooker de ziekte van Alzheimer gediagnosticeerd. Samen met Marja Kok en Paul Ruven maakte ze daarover in 2013 een film, getiteld Mar & Sien - hebben een hele rondvaart gemaakt, die in september 2014 op het NFF in première ging.

### Privé
Strooker werd geboren als dochter van een Nederlandse vader en een Indiase (Parsee) moeder. Ze had een relatie met acteur Ton Lensink. Met hem kreeg ze in 1963 dochter Devika Strooker. Ze was later gehuwd met Peter Faber, met wie ze twee zonen kreeg: Daan Faber (1971), mede-eigenaar van masculinair driemanschap Mister Kitchen, en Jesse Faber (1973), kunstenaar en acteur. Van 1984 tot zijn dood in 2004 leefde ze samen met Bram Vermeulen.
Strooker overleed op 19 april 2018 op 82-jarige leeftijd aan de gevolgen van Alzheimer.

## Werk

### Televisie
Actrice:
- Tita Tovenaar (1972-1974) - Tante Truus
- Omadepoma in de succesvolle jeugd- televisieserie “Ik ben Willem” van Mijke de Jong (2002/2009).

Regie:
Diverse tv adaptaties van toneelstukken van het Werkteater, zoals het in één take gedraaide 'Avondrood' (en de Duitse versie 'Abendrot' voor de NDR) en 'Hallo Medemens' (VARA).
“Shirley Valentijn” met Anne Wil Blankers (NCRV) “Daar ben ik weer” en “In den beginne” van Bram Vermeulen (RVU).

### Films
Actrice:
- De minder gelukkige terugkeer van Jozef Katus naar het land van Rembrandt (1966), Wim Verstappen
- Liefdesbekentenissen (1967), Wim Verstappen
- Rooie Sien (1975), Frans Weisz
- Opname (1979), Erik van Zuylen en Marja Kok (Zilveren Nipkowschijf in 1980)
- Charlotte (1981), Frans Weisz
- Tussenstand (2007) van Mijke de Jong.

Regisseur:
- Een zwoele zomeravond (1982), regie samen met Frans Weisz

### Toneel (selectie)
Zij regisseerde:
- Shirley Valentijn met Anne Wil Blankers voor het Nationale Toneel.
- “Hallo met God voor theater Cosmic
- “Hoog Tijd met Mary Dresselhuis en John Kraaikamp voor van der Ende Produkties.
- Gilgamesh en Vincent en Theo voor Muziektheater Frank Groothof

Als actrice trad zij vanaf 1957 op in een grote en diverse reeks voorstellingen.
In 2000/2001 speelde zij met Marja Kok en Helmert Woudenberg in ‘De moeder van Nicoline’ (naar het boek van Voskuil). 
In 2010 speelde zij een rol in het toneelstuk van Eric de Vroedt ‘Mightysociety 7’.

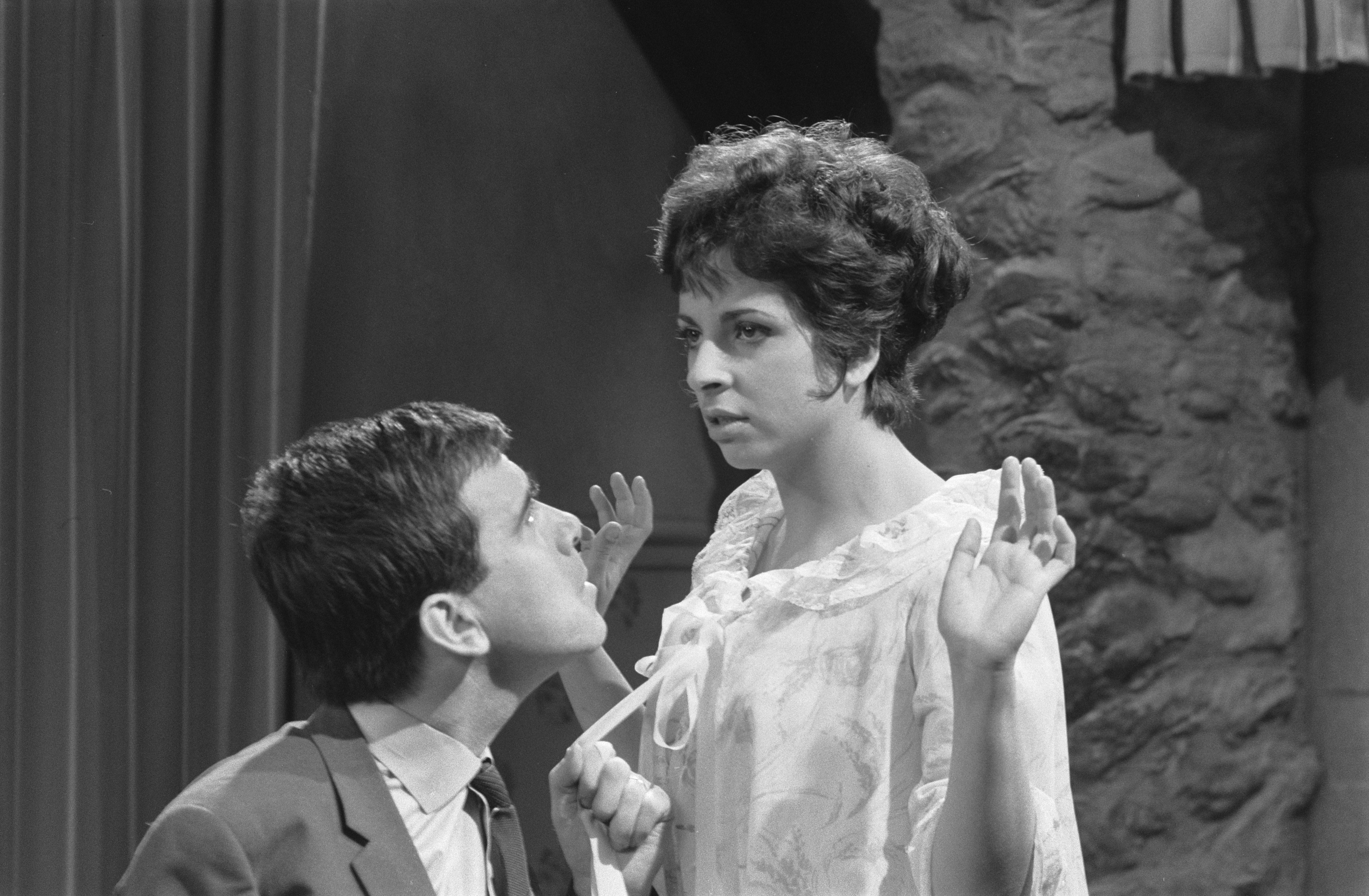
Meneer Mazure (1961)
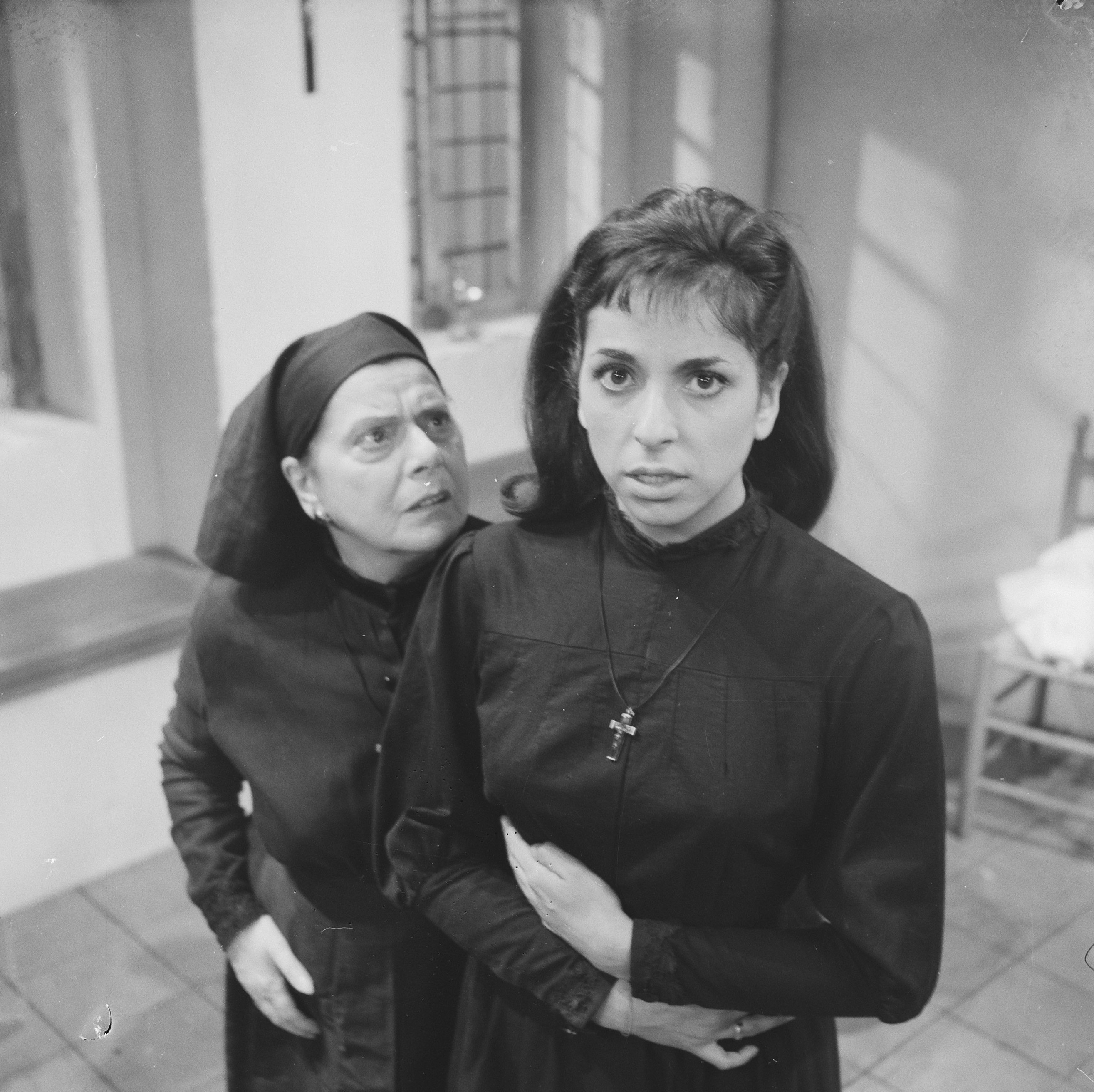
Het huis van Bernarda Alba (AVRO, 1963)
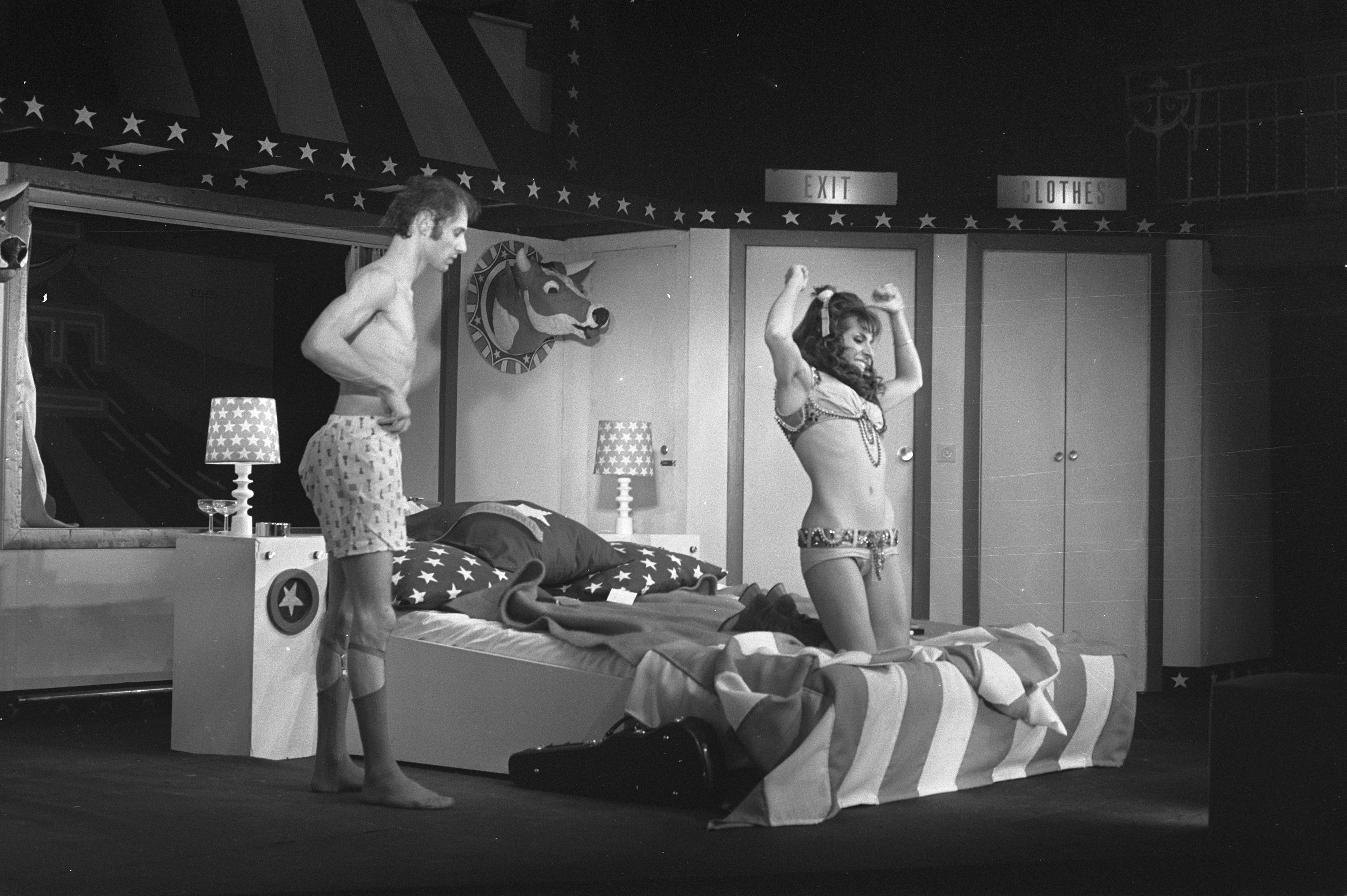
Oklahoma Motel (1970)
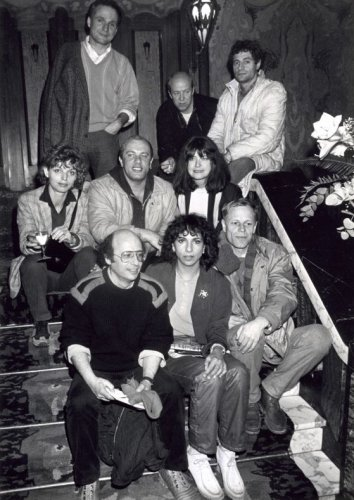
Werkteater (1982)